# Курмойла
Ку́рмойла (карел. Kurmoilu) — деревня в составе Эссойльского сельского поселения Пряжинского национального района Республики Карелия.

## Общие сведения
Расположена на западном берегу озера Сямозеро.

## История
По сведениям на 1911 год в Курмойле действовало земское училище.
26 октября 1938 года постановлением Карельского ЦИК в деревне была закрыта часовня.
Сохраняется могила председателя комитета бедноты деревни Курмойла — Павла Кондратьевича Трофимова, расстрелянного белофиннами в 1919 году.

## Население
Численность населения в 1905 году составляла 130 человек.
| 2002 | 2010 | 2013 |
| ---- | ---- | ---- |
| 14   | ↗17  | ↘14  |